# Касаткин, Николай Васильевич
Николай Васильевич Каса́ткин (1890—1974) — советский психолог, литературовед.

## Биография
Советский психолог, кандидат психологических наук (с 1939 г., оппонент на защите диссертации — В. Ф. Асмус). Родился в многодетной семье рабочего-железнодорожника. Окончил реальное училище. Работал землемером. После революции 1917 г. поступил в Саратовский университет, где учился у Г. П. Федотова, С. Л. Франка, психолога А. А. Крогиуса. После окончания университета преподавал в Саратовском (до середины 1930-х гг.) и Томском университетах (до выхода на пенсию в 1960 г.), в Благовещенском педагогическом институте (с середины 1930-х до 1938 г.). Труды Н. В. Касаткина по психологии относились к педологии. Защищённую им в 1939 г. кандидатскую диссертацию по психологии детской речи ввиду её значения ему предлагали переработать в докторскую, но он от этого отказался. Лекции Н. В. Касаткина пользовались у слушателей большим успехом. Во второй половине 1950-х гг. высланный из СССР С. Л. Франк написал Н. В. Касаткину и предлагал ему печататься на Западе, но он отказался. В то же время В. Н. Касаткину предлагали стать проректором Томского университета, но он также отказался.

## Научное творчество
Из научных трудов В. Н. Касаткина по литературоведению, психологии и философии к концу 20 в. оказалась опубликованной стараниями его дочери профессора В. Н. Касаткиной (Аношкиной) только книга о Достоевском «Тайна человека: Своеобразие реализма Ф. М. Достоевского», написанная в конце 1960-начале 1970-х гг. Остальные труды остаются неопубликованными и сохраняются его родными.

## Семья
Жена (с 1924 г.) Екатерина Александровна Беляева (Касаткина) (1900—1999), кандидат филологических наук, специалист по русской литературе 18 в., преподаватель.
Дочери: Вера Николаевна Аношкина (Касаткина) (род. 1929), доктор филологических наук, профессор, Софья Николаевна Скрипниченко (Касаткина) (1925—1983), врач-невропатолог.
Правнук: Борис Вячеславович Коптелов (род. 1976), кандидат исторических наук, автор монографии о римском императоре Лицинии.